# ペレアスとメリザンド (フォーレ)

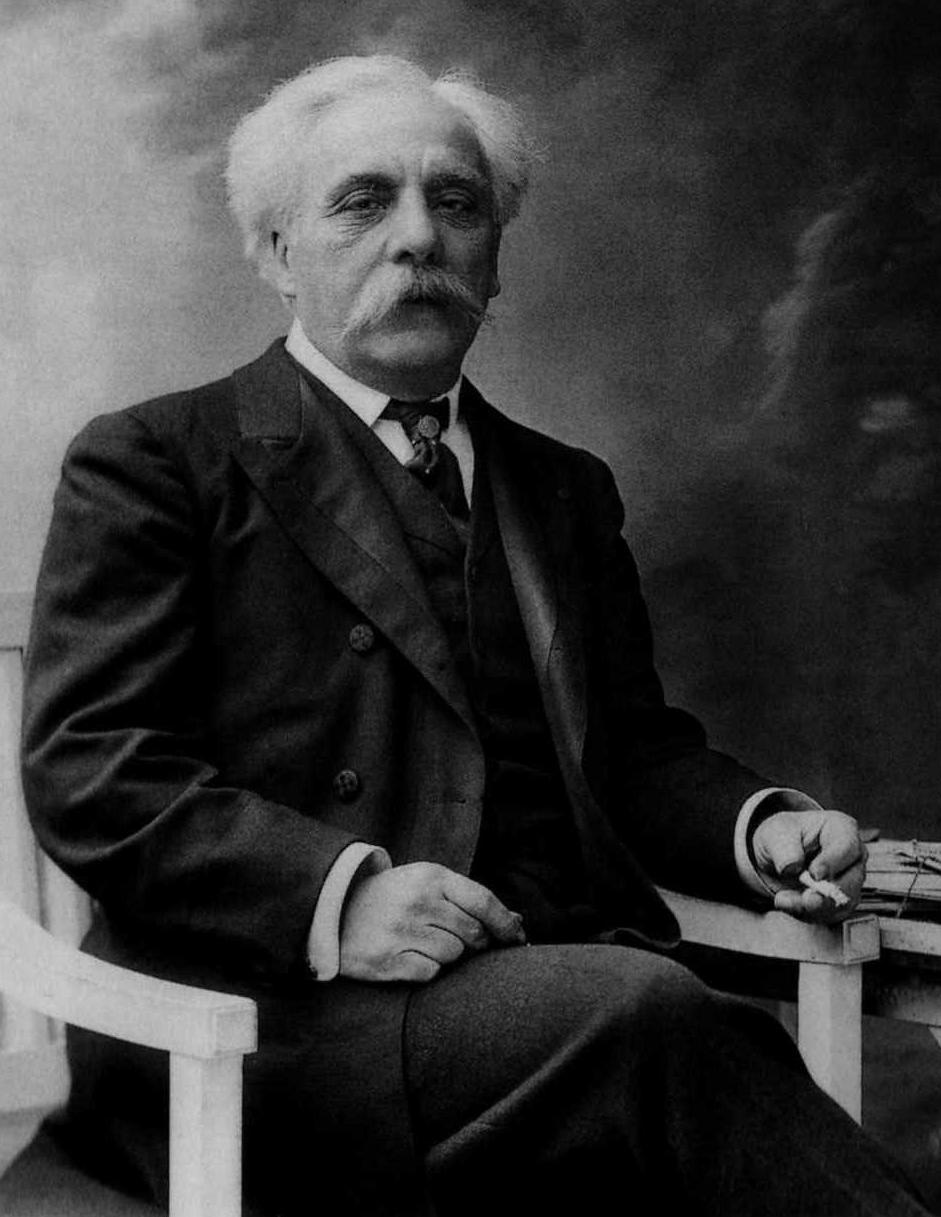
ガブリエル・フォーレ

『ペレアスとメリザンド』（Pelléas et Mélisande）は、ガブリエル・フォーレが作曲した劇付随音楽、およびその抜粋による管弦楽組曲（作品80）。現在では、組曲による演奏が一般的である。

## 劇付随音楽
モーリス・メーテルリンクの戯曲『ペレアスとメリザンド』は1893年にパリで初演され、1895年にはロンドンで上演された。イギリスの女優パトリック・キャンベルはこの戯曲を英訳して上演するために、1898年3月から4月にかけてロンドンに滞在していたフォーレに音楽を依頼する。
これを引き受けたフォーレは同年4月にフランスに戻るが、自身はパリ音楽院で作曲科のクラスを受け持っており、地方のコンセルヴァトワール視察や同年7月までに音楽院フルート科の課題曲を作曲することになっていたこと、さらにはマドレーヌ寺院でのオルガニストとしての仕事などに追われていた。このため、音楽は1898年5月の実質1ヶ月間で作曲し、オーケストレーションについては弟子のシャルル・ケクランに委ねた。このときフォーレはケクランに対し、細かく指示を与えている。
1898年6月21日、ロンドンのプリンス・オブ・ウェールズ劇場で英訳（翻訳はジャック・W・マッカイル）による上演が行われ、音楽はフォーレ自身の指揮によって初演された。音楽全体は19の小品からなっている。このときのオーケストラ譜はアルフレッド・コルトーからロベール・レーマン（収集家）、ナディア・ブーランジェ、ジャン＝ミシェル・ネクトゥー（フォーレ研究で知られる）と渡り、現在ではフランス国立図書館に保管されている。

## 管弦楽組曲 作品80
1898年から1900年秋にかけて、フォーレは『ペレアスとメリザンド』の付随音楽から「前奏曲」「糸を紡ぐ女」「メリザンドの死」の3曲を選んで管弦楽用の組曲とした。このとき、ケクランによるオーケストレーションに手を入れ、オリジナルの室内オーケストラ用から二管編成用に拡大した。

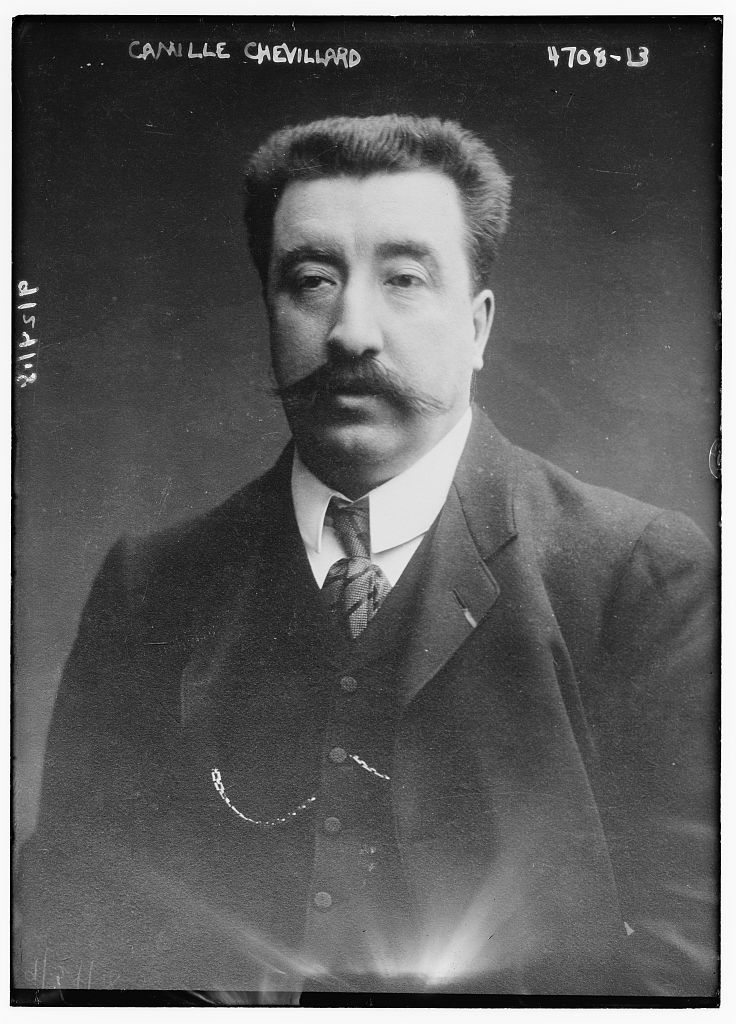
管弦楽組曲『ペレアスとメリザンド』作品80を指揮したカミーユ・シュヴィヤール

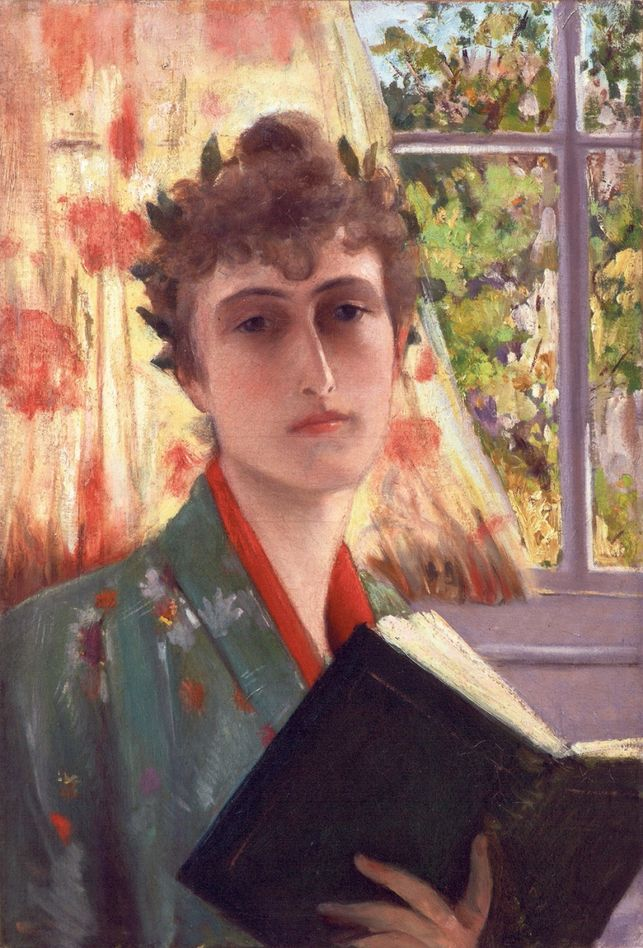
エドモン・ド＝ポリニャック公爵夫人

組曲版は1901年2月3日、カミーユ・シュヴィヤール指揮コンセール・ラムルー管弦楽団によって初演された。フォーレはこの初演が不満だったらしく、妻に宛てた手紙に「糸を紡ぐ女はとにかく速すぎる。」と書いている。しかし、「糸を紡ぐ女」は好評で、初演時にアンコールされている。その後、さらに「シシリエンヌ」「メリザンドの歌」の2曲を加えて5曲編成とした。現在ではこの組曲がもっぱら演奏されるが、「メリザンドの歌」のみが声楽入りであるため、この曲を外した4曲構成もよく見られる。また、オリジナルの劇付随音楽からの小品を適宜加えた形でも演奏されることがある。フォーレの他の作品と同様、演奏効果の点では地味だが、内容的な充実からして中期を代表する傑作といえる。
組曲版は、フォーレの理解者であり、当時盛んであったサロンの主催者でもあった、エドモン・ド＝ポリニャック公爵夫人に献呈された。

### 組曲版の編成
フルート2、オーボエ2、クラリネット2（A、B♭管）、ファゴット2、ホルン4（F管）、トランペット2（F管）、ティンパニ1対、ハープ、弦五部、声楽（「メリザンドの歌」のみ）

### 組曲の構成
「シシリエンヌ」を除く各曲は、動機的に密接につながっている。
前奏曲（Prélude）
ト長調、3/4拍子、Quasi adagio。劇付随音楽の第1曲。弦楽によってメリザンドを表す主題が静謐な表情で歌われる。後半にゴロー（メリザンドの夫）を暗示する角笛の響きが聴かれる。
糸を紡ぐ女（Fileuse）
ト長調、3/4拍子、Andantino quasi allegretto。劇付随音楽では第10曲。第3幕でメリザンドが糸を紡ぐ場面の音楽。弦による6連音の細かい音型に乗って、オーボエが可憐な歌を歌う。後の歌劇『ペネロープ』第1幕の最初の糸紡ぎの女たちの場面で、よく似た音楽が聴かれる。
メリザンドの歌（Chanson de Mélisande）
ニ短調、3/2拍子、Lent。劇付随音楽では第11曲。「糸を紡ぐ女」に続く、ソプラノあるいはメゾソプラノ独唱による「王の3人の盲目の娘たち」（The King's three blind daughters）の歌（歌詞は英語）。
シシリエンヌ（Sicilienne）
ト短調、6/8拍子。
メリザンドの死（La Mort de Mélisande）
ニ短調、3/4拍子、Molto adagio。劇付随音楽の第17曲。第5幕への前奏曲として、メリザンドの死を予告する葬送の音楽。

## フォーレとドビュッシー

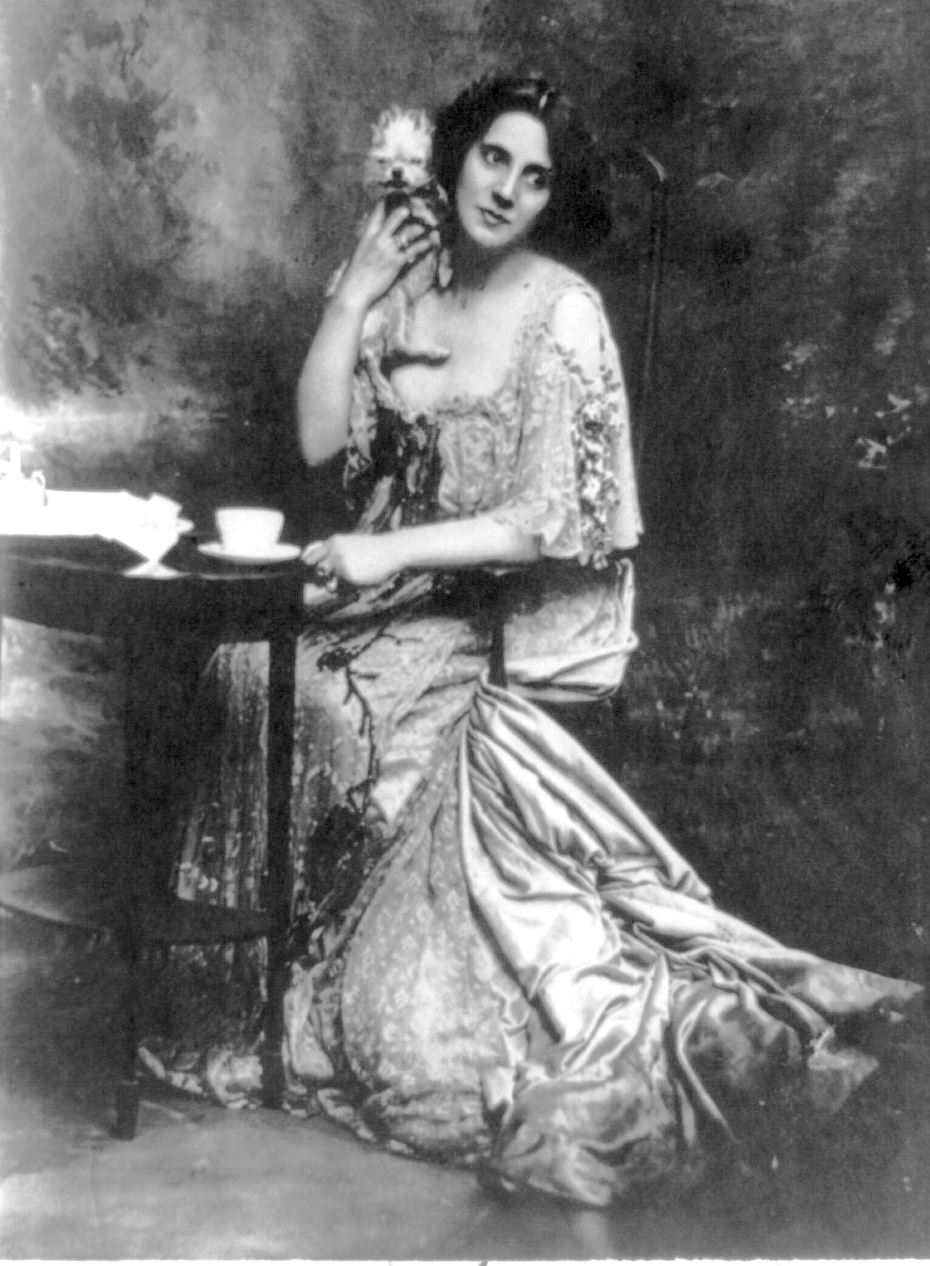
パトリック・キャンベル

メーテルリンクの戯曲『ペレアスとメリザンド』に触発され、これをオペラにすることを思い立ったのが、クロード・ドビュッシーである。ドビュッシーは戯曲が初演された1893年からすでにオペラの作曲に取りかかっており、1898年ごろには音楽がほぼできあがっていた。女優のパトリック・キャンベル「夫人」は、ドビュッシーに対しても、作曲中のオペラの音楽から劇付随音楽に使用することを依頼していた。しかし、ドビュッシーがこれを断ったため、キャンベルはフォーレを頼むことになる。ドビュッシーは、これについて、「彼らの公演に私の音楽は向いていない。（彼らの公演は）詰め込みすぎで混乱しており、鈍重だ。それに、フォーレが『ペレアス』を手がけたからと言ってなにができよう。俗物で間抜けな連中にはうってつけの音楽家だろうが。」などと手紙に書いている。当時、ドビュッシーはフォーレをサロン音楽の代表者とみなして厳しく批判していた。フォーレの音楽に対するこのような見方は、現在もその影響がある程度残っているといえよう。
ドビュッシーはフォーレの付随音楽による上演も観ており、「糸を紡ぐ女は、まるで温泉場のホステスのようだ」と評している。事実、ドビュッシーのオペラでは、糸を紡ぐ女の場面はカットされている。こうした改変は、原作者のメーテルリンクにとっては不満であったようで、原作を歪曲するものだとして裁判沙汰となった（結果はドビュッシーの勝訴）。また、オペラの出演者をめぐっても、ドビュッシーとメーテルリンクは諍いを起こしている（これもドビュッシーの勝訴）。こうした紆余曲折の末、ドビュッシーのオペラが初演されたのは、フォーレの初演に遅れること4年後の1902年である。
とはいえドビュッシーからフォーレにあてた手紙では Mon cher maître et ami「わが親愛なる友の先生へ」と極めて丁寧かつ親しげな口調で語りかけており、人間関係においては必ずしも敵意を抱いてはいなかった。

## 関連作品
『ペレアスとメリザンド』の音楽は、フォーレ以外に主として次のものがある。
- ウィリアム・ウォレスの組曲『ペレアスとメリザンド』（1900年）
- クロード・ドビュッシーのオペラ『ペレアスとメリザンド』（1902年）
- アルノルト・シェーンベルクの交響詩『ペレアスとメリザンド』作品5（1903年）
- ジャン・シベリウスの劇付随音楽（および組曲）『ペレアスとメリザンド』作品46（1905年）